# Candy (film)
För filmen från 2006, se Candy (film 2006).
Candy är en italiensk-amerikansk komedi från 1968 med Ewa Aulin i regi av Christian Marquand.

## Handling
Filmen börjar med att Candy (Ewa Aulin) är i skolan där hennes pappa (John Astin) är lärare. Hon lyssnar när poeten MacPhisto (Richard Burton) har en poesiuppläsning på skolan. MacPhisto erbjuder Candy skjuts hem. Hemma hos Candy dricker MacPhisto sig full och tittar på när Candy har sex med den mexikanska trädgårdsmästaren Emmanuel (Ringo Starr). De blir påkomna och Candys pappa bestämmer sig för att skicka henne på internatskola. På vägen dit träffar hon bland annat en sexhungrande patriotisk flyggeneral (Walter Matthau), en puckelrygg (Charles Aznavour), en läkare som utför operationer inför publik (James Coburn) och en falsk indisk guru som åker omkring i släpet på en lastbil (Marlon Brando).
Filmen bygger på en roman av Terry Southern och Mason Hoffenberg. Handlingen har paralleller med Voltaires Candide. Filmmanuset är skrivet av Buck Henry.

## Skådespelare
- Ewa Aulin - Candy
- Marlon Brando - Grindl
- Richard Burton - McPhisto
- James Coburn - Dr. Krankeit
- Walter Matthau - General Smight
- Charles Aznavour - Puckelryggen
- John Huston - Dr. Dunlap
- John Astin - Farsan/onkel Jack
- Elsa Martinelli - Livia
- Ringo Starr - Emmanuel
- ... med flera, bland annat Sugar Ray Robinson, Florinda Bolkan, Anita Pallenberg